# ジスプロプテリン
ジスプロプテリン(Dyspropterin)または6-ピルボイルテトラヒドロプテリン(6-pyruvoyltetrahydropterin、6-PTHB)は、テトラヒドロビオプテリン生合成における中間体である。